# Cheramyes
Cheramyes – arystokrata starogrecki, żyjący w VI wieku p.n.e.
Znana jest tylko jedna ofiarowana przez niego rzeźba, znaleziony na wyspie Samos, posąg bogini Hery, tzw. Hera z Samos, który datowany jest na rok 530 p.n.e.